# Krueger Island
Krueger Island är en ö i Kanada.   Den ligger i territoriet Nunavut, i den norra delen av landet, 4 100 km norr om huvudstaden Ottawa. Arean är 29,8 kvadratkilometer.
Terrängen på Krueger Island är lite kuperad. Öns högsta punkt är 539 meter över havet. Den sträcker sig 7,4 kilometer i nord-sydlig riktning, och 6,7 kilometer i öst-västlig riktning.
Trakten runt Krueger Island är permanent täckt av is och snö. Trakten runt Krueger Island är nära nog obefolkad, med mindre än två invånare per kvadratkilometer.